# قایق‌رانی بادبانی

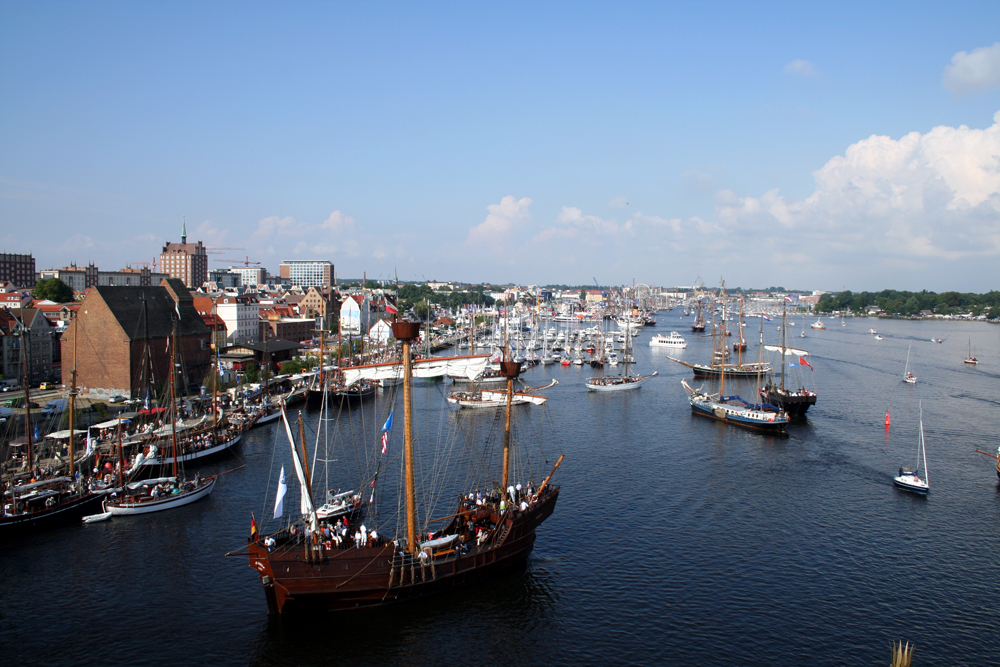
Hanse Sail, روستوک

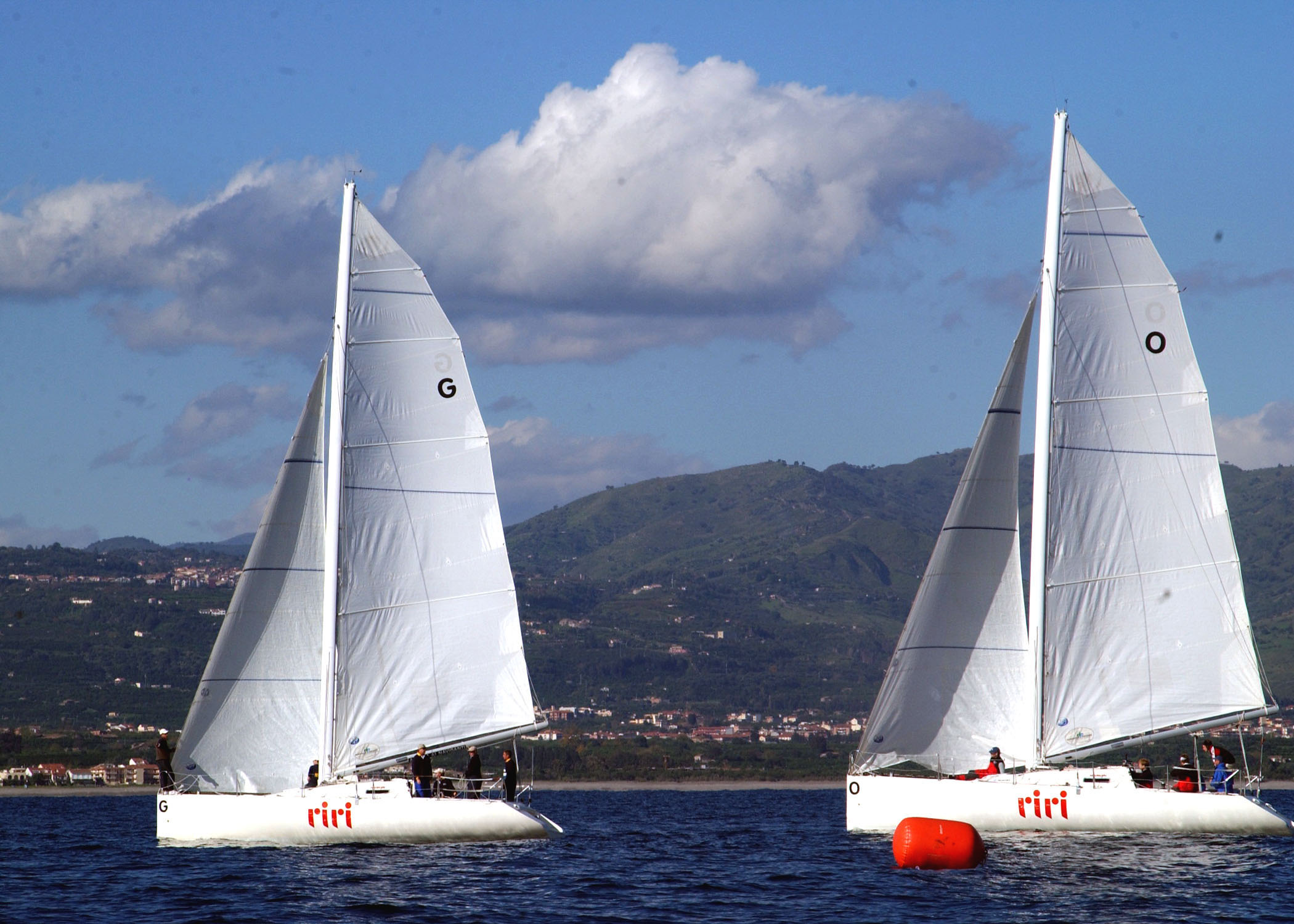

قایقرانی بادبانی (به انگلیسی: Sailing) یکی از رشته‌های ورزش دریایی و یک سرگرمی است که معمولاً در دریاها و رودخانه‌ها انجام می‌شود.
این ورزش سابقه‌ای هزاران ساله دارد، انسان با ساخت قایق با چوب و پارچه برای جابه‌جایی در آب از انرژی باد بهره می‌برده است اما امروزه با پیشرفت چشمگیر تکنولو‍ژی به قایق‌های پیچیده و سازمان یافته و سریع در دریانوردی تبدیل شده است.
مسیر مسابقات قایق‌های بادبانی اکثراً در دریاست و هدف اصلی این است که ورزشکاران به شکل یک مثلث مسیر مسابقه را در کمترین زمان و با کمترین امتیاز منفی طی نمایند. مسیر مسابقه با بولرهای شناور بزرگ مشخص شده است.
قایقرانی بادبانی یکی از ورزش‌های بازی‌های المپیک است و از بازی‌های المپیک تابستانی ۱۹۰۰ در تمامی ادوار المپیک حضور داشته است.

## نگارخانه

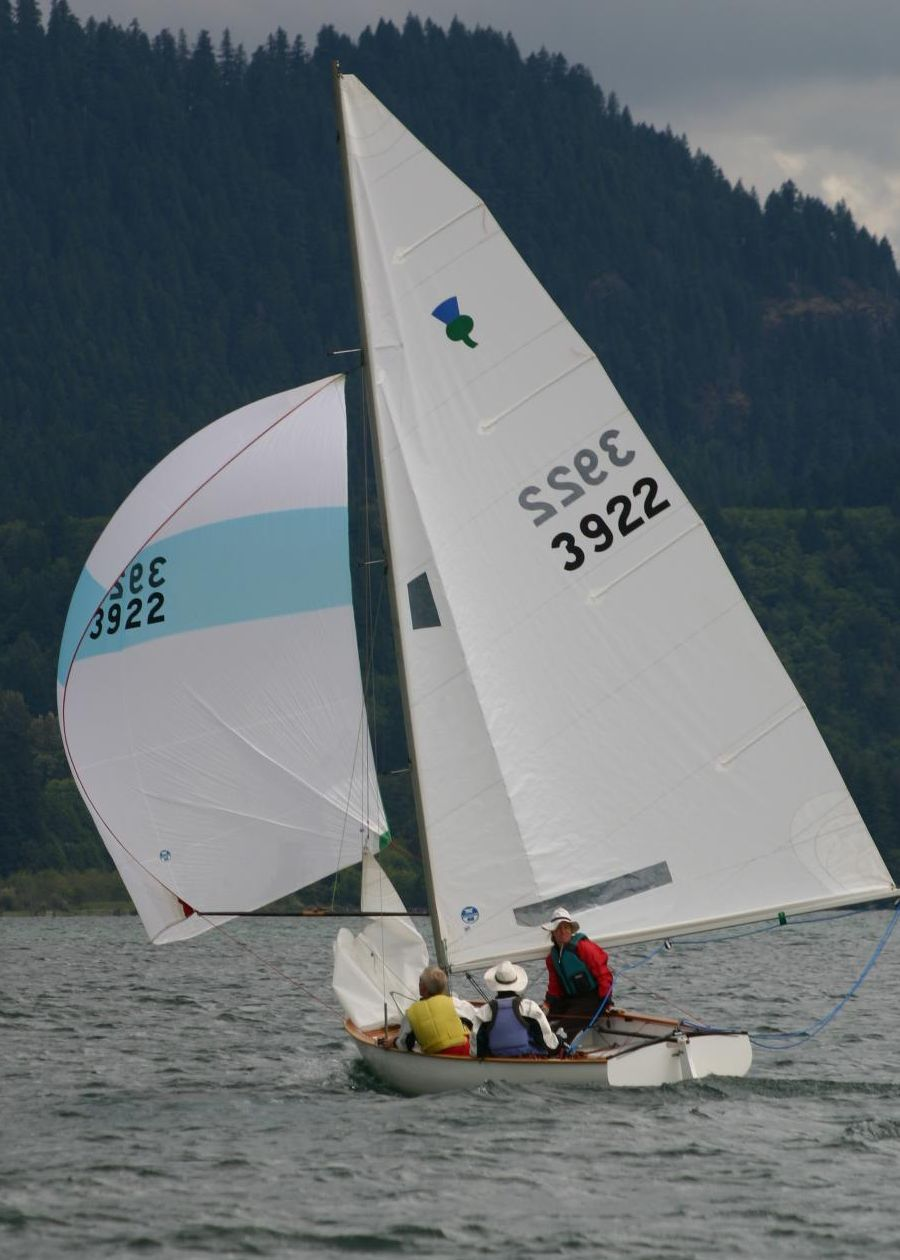
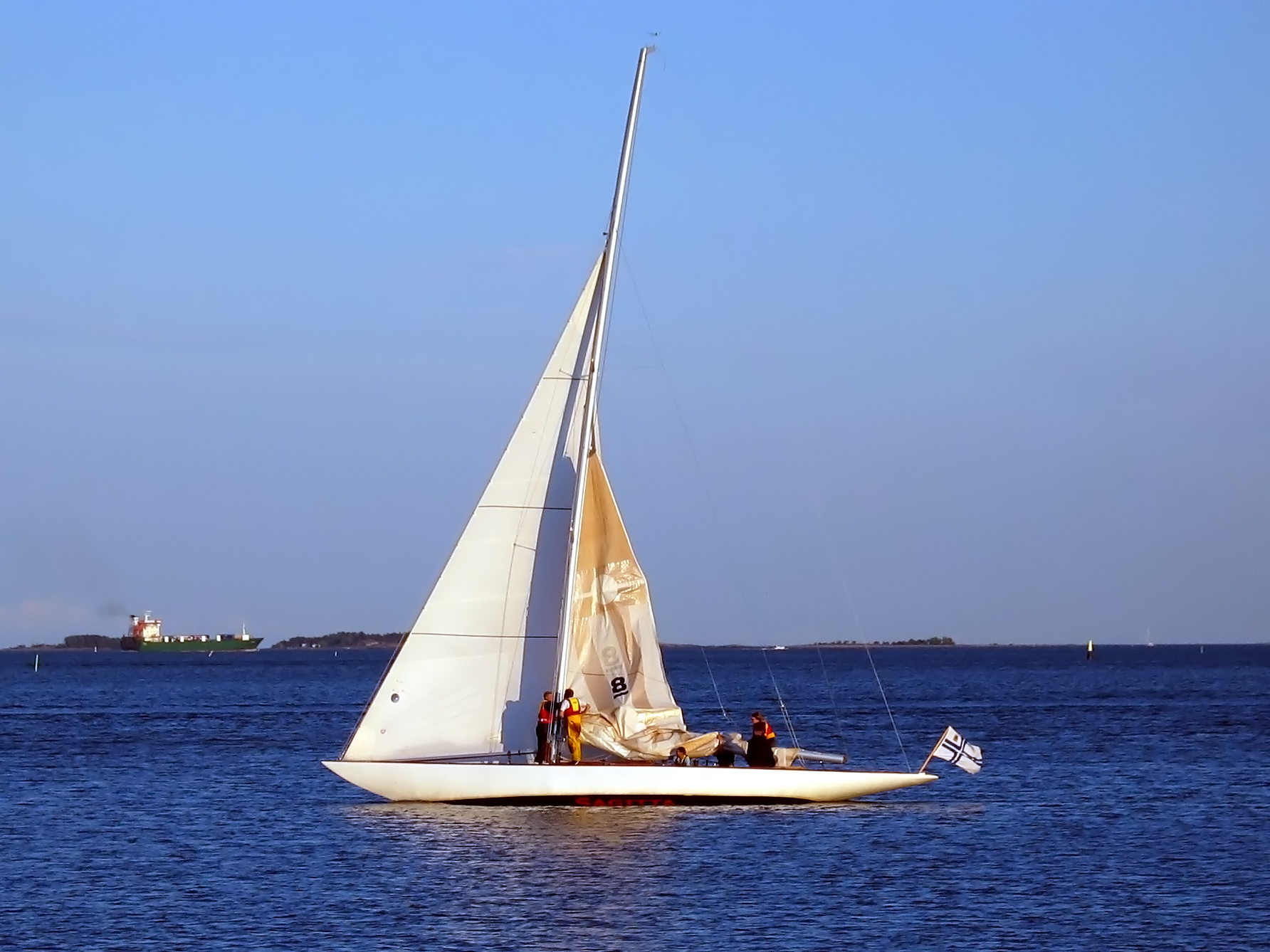
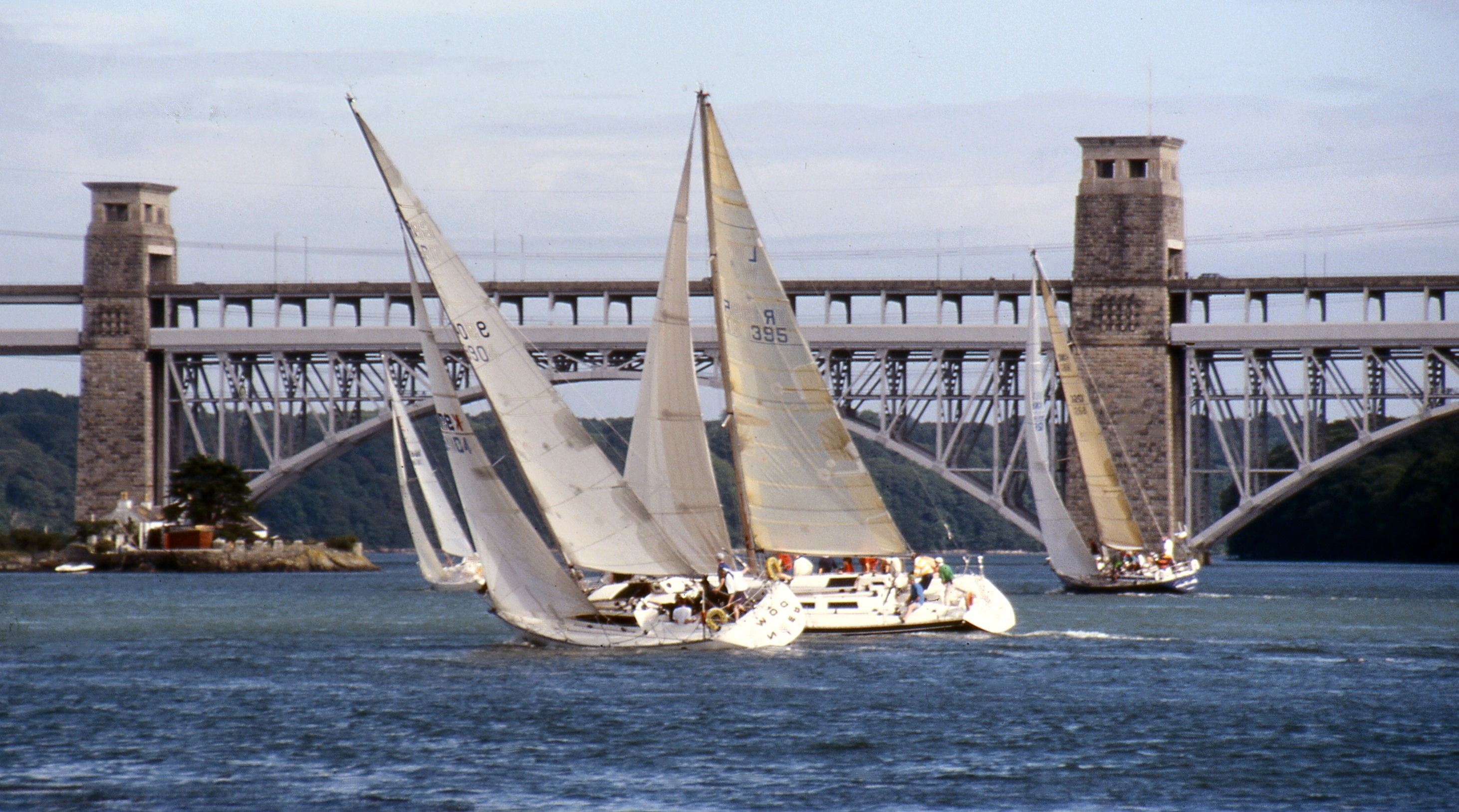
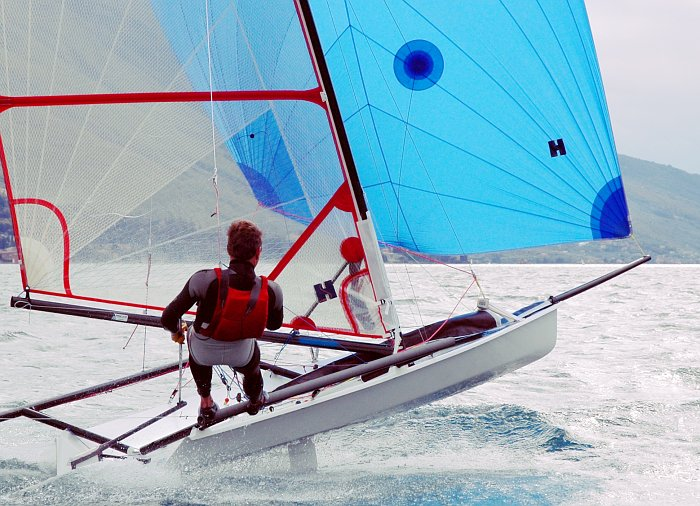
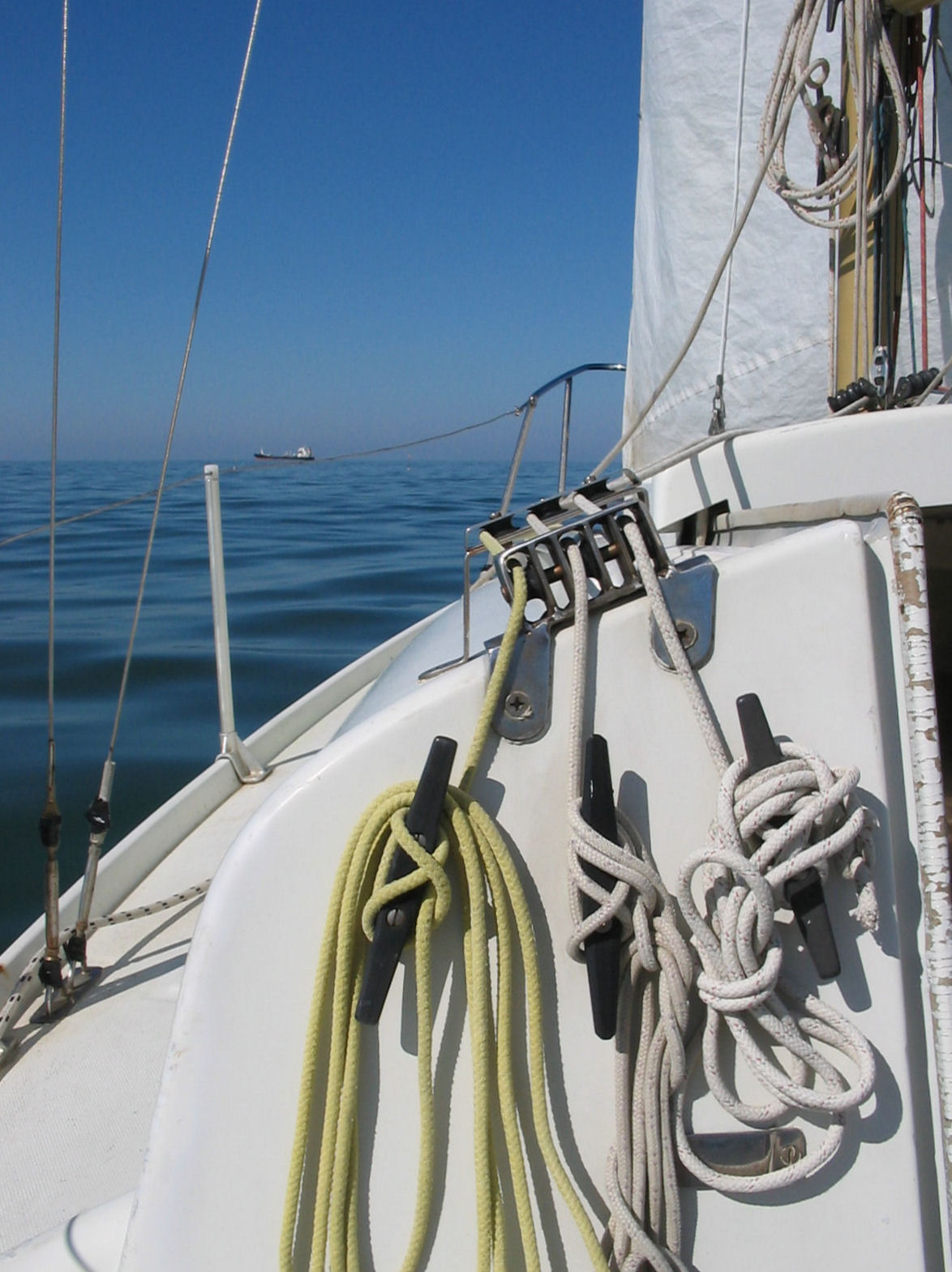
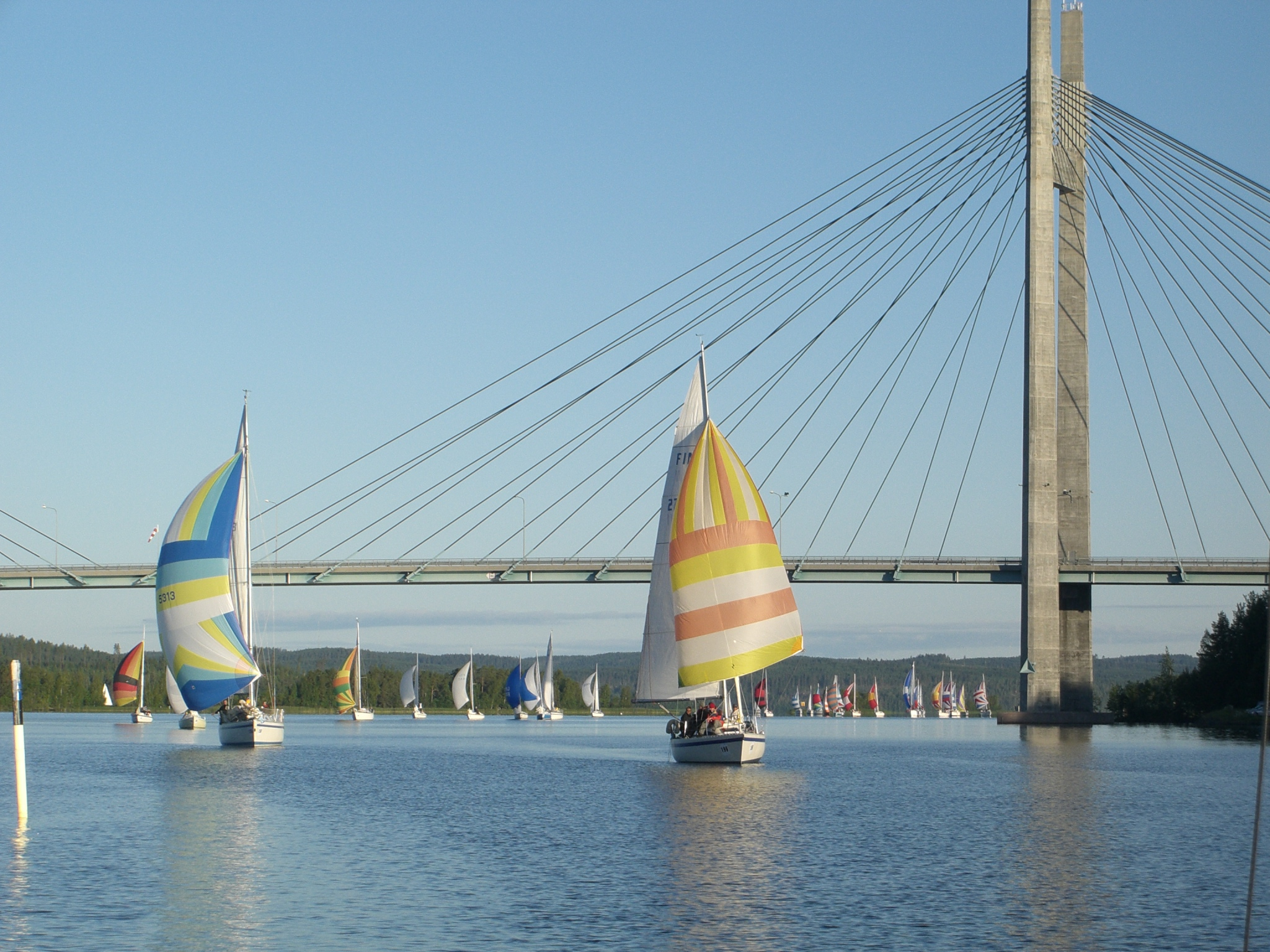
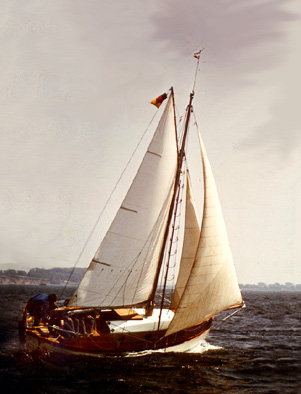